# Pierre Chauvin de La Pierre
Ne pas confondre avec Pierre de Chauvin, explorateur et capitaine.
Ne pas confondre avec Pierre Chauvin, homme politique français.
Le capitaine Pierre Chauvin de La Pierre, ou Chauvin, de Dieppe, reçut de Samuel de Champlain le commandement de Québec pendant son absence de 1609 à 1610,.
Il ne faut pas le confondre avec Pierre de Chauvin de Tonnetuit, capitaine dans la marine et dans l’armée françaises, lieutenant général de la Nouvelle-France, surnommé le fondateur de Tadoussac. 